# بادقپک دمگاه‌سفید
بادقپک دمگاه‌سفید (نام علمی: Aerodramus spodiopygius) گونه‌ای از بادخورک‌ها از خانواده بادخورکان است.
در ساموآی آمریکایی، فیجی، کالدونیای جدید، پاپوآ گینه نو، ساموآ، جزایر سلیمان، تونگا و وانواتو یافت می‌شود. پرندگان در استرالیا در حال حاضر به عنوان یک گونه جداگانه، بادقپک استرالیایی (Aerodramus terraereginae) رفتار می‌شود.
زیستگاه‌های طبیعی آن جنگل‌های دشت نمناک نیمه‌گرمسیری یا گرمسیری، جنگل‌های کوهستانی نمناک نیمه‌گرمسیری یا گرمسیری و مناطق صخره‌ای است.